# なかし
なかし（1993年7月7日 - ）は、日本の女性タレント、お笑いコンビ「スペードの3」の元メンバー。太田プロダクション名古屋事務所所属。

## 略歴
- 長野県木曽郡南木曽町出身。
- 南木曽町立読書小学校（現南木曽小学校）、長野県木曽青峰高等学校などを経て、椙山女学園大学生活科学部卒業。
- 太田プロエンタテイメント学院名古屋校卒業（3期生）後、太田プロダクション所属となる。
  - 在学当時からすでに「スペードの3」としてイベントなどへの出演を果たしていた。
- 2016年5月、現在の芸名である「なかし」に改名[1]。以前は「スペードの3・中島」で活動。
- 2021年4月、東海ラジオ『抽斗』のラジオ中継リポーターをつとめる(火曜日、木曜日)。同時期に、スペードの3のYouTubeチャンネルを立ち上げ配信中。
- 2022年3月1日にコンビ解散を発表し、タレントとして芸能活動を継続する。
- 2022年6月26日、結婚[2]。

## 出演

### 現在

#### レギュラー番組
- 大前りょうすけのちょいバズ！[CBCラジオ、土曜、2022年10月15日 -（隔週）]

#### LIVE
- スペードの3 トークライブ（伏見地下街・長者町raBBitにて開催）

#### ツイキャス
- なキャス（『929 MUSIC WAVES』放送後に反省会溜まり場を開催）

#### YouTubeチャンネル
- すぺさんぽ（不定期月曜日20時更新）

### 過去

#### レギュラー番組
- 昼まで待てない!（メ〜テレ、2016年4月 - 2018年3月）
- 太田プロ名古屋 夜もガチンコ（東海ラジオ、2016年10月 - 2017年3月）
- はーさん! ねねの! すんどめ!（東海ラジオ、レポーター、2017年10月 - 2019年3月）
- 井田・なかしの! カウントダウン 3・2・1!!!（東海ラジオ、2017年10月 - 2018年3月）
- わっちアフタヌーンアワー（FMわっち、毎月第4・最終水曜日）
- イチヂカラ!（東海ラジオ）
  - 山浦!深谷!イチヂカラ!（2019年4月 - 2020年3月、イチヂカラ応援隊 月曜日担当）
  - 山浦ひさし!イチヂカラ!（2020年4月 - 9月、アシスタント 月曜日担当）
- なかしのミュージックシャッフル（東海ラジオ、毎週火～金→毎週日曜、2020年11月10日 - 2021年9月5日）
- 源石和輝! 抽斗!（東海ラジオ、中継 火曜・木曜担当、2021年3月30日 - 2022年9月）
- 929 MUSIC WAVES（東海ラジオ、火 - 金曜、2021年10月19日 - 2022年3月24日)

#### 準レギュラー番組
- 山浦・深谷のヨヂカラ!（東海ラジオ、パーソナリティーの深谷里奈休演中のピンチヒッター）

#### その他
- スペードの3のまっぴるま!（東海ラジオ、2018年10月6日）
2018年9月29日に放送された『日本記念日協会認定 9月29日は"くっつくFM東海ラジオの日"』特番において、アンダーポイントとスペードの3の二組が「どちらが先に929人にオリジナルグッズを配布できるか」の勝負を行い、スペードの3が勝利。そのご褒美として、翌週10月6日の『アンダーポイントのまっぴるま!』のパーソナリティをスペードの3が務めることとなり、番組名も『スペードの3のまっぴるま!』として放送された。